# Lotte Kopecky
Lotte Kopecky, född den 10 november 1995 i Rumst, är en belgisk professionell cyklist som tävlar både på landsväg och bana.

## Meriter

### Landsväg
2012
Belgiska juniormästerskapen
Vinnare  i individuellt tempolopp
2:a i linjelopp
Europeiska juniormästerskapen i landsvägscykling
3:a  i individuellt tempolopp
5:a i linjelopp
2013
2:a Belgiska juniormästerskapen i individuellt tempolopp,
Europeiska juniormästerskapen i landsvägscykling
7:a i individuellt tempolopp
9;a i linjelopp
8:a totalt Junior Energiewacht Tour
Vinnare  av spurttävlingen
2014
Belgiska mästerskapen i landsvägscykling
Vinnare  i linjelopp U23
Vinnare  i individuellt tempolopp U23
2:a i linjelopp
Vinnare 's Gravenwezel
3:a Kieldrecht–Prosperpolder
10:a Diamond Tour
2015
Belgiska mästerskapen i landsvägscykling
Vinnare  i linjelopp U23
2:a i linjelopp
Vinnare Herselt Koerse – Zuidkempense Ladies Classic
2:a Trofee Maarten Wynants
3:a Grote Prijs De Wielkeszuigers
5:a Grand Prix de Dottignies
6:a Dwars door Vlaanderen
2016
Vinnare Trofee Maarten Wynants
Belgiska mästerskapen i landsvägscykling
Vinnare  i linjelopp U23
Vinnare  i individuellt tempolopp U23
2:a i linjelopp
2:a i individuellt tempolopp
2:a Gooik–Geraardsbergen–Gooik
4:a totalt i Belgien runt
Vinnare  av ungdomstävlingen
6:a Diamond Tour
8:a Ljubljana–Domžale–Ljubljana TT
9;a La Course by Le Tour de France
10:a Gran Premio Bruno Beghelli
2017
Belgiska mästerskapen i landsvägscykling
Vinnare i linjelopp U23
Vinnare  i individuellt tempolopp U23
2:a i linjelopp
2:a Acht van Westerveld
5:a Omloop van het Hageland
5:a Flandern runt
5:a Dwars door de Westhoek
6:a Dwars door Vlaanderen
8:a totalt i Belgien runt
9;a Trofee Maarten Wynants
2018
2:a Belgiska mästerskapen i individuellt tempolopp
3:a totalt i Belgien runt
Vinnare  av Poängtävlingen
Vinnare  av "bäste belgier"
Vinnare av etapp 1
4:a Veenendaal–Veenendaal Classic
5:a Diamond Tour
7:a Dwars door de Westhoek
2019
Vinnare  i individuellt tempolopp vid Belgiska mästerskapen
Vinnare Vuelta a la Comunitat Valenciana
Vinnare MerXem Classic
2:a totalt Belgien runt
3:a totalt Tour of Chongming Island
3:a Nokere Koerse
3:a Driedaagse Brugge-De Panne
3:a Dwars door de Westhoek
3:a Diamond Tour
4:a RideLondon Classique
5:a Ronde van Drenthe
6:a Gent–Wevelgem
9;a Le Samyn
2020
Belgiska mästerskapen i landsvägscykling
Vinnare  i linjelopp
Vinnare  i individuellt tempolopp
Vinnare av etapp 7 i Giro Rosa
2:a Gent–Wevelgem
3:a Le Samyn
3:a Flandern runt
3:a Driedaagse Brugge-De Panne
4:a Brabantse Pijl
7:a linjelopp vid Europamästerskapen i landsvägscykling
2021
Belgiska mästerskapen i landsvägscykling
Vinnare  i linjelopp
Vinnare  i individuellt tempolopp
Vinnare  totalt Belgien runt
Vinnare  av poängtävlingen
Vinnare av etapp 3
Vinnare Le Samyn
Challenge by La Vuelta
Vinnare  av poängtävlingen
Vinnare av etapp 4
2:a totalt Thüringen Ladies Tour
Vinnare  av spurttävlingen
Vinnare av etapp 4
2:a Gent–Wevelgem
4:a i linjelopp vid Sommar-OS
4:a Omloop Het Nieuwsblad
4:a Nokere Koerse
4:a Classic Brugge-De Panne
4:a Dwars door het Hageland
7:a La Classique Morbihan
2022
Vinnare  i individuellt tempolopp vid Belgiska mästerskapen
Vinnare Flandern runt
Vinnare Strade Bianche
Vuelta a Burgos
Vinnare  av poängtävlingen
Vinnare av etapp 1
Världsmästerskapen i landsvägscykling
2:a  i linjelopp
9;a i individuellt tempolopp
2:a Paris–Roubaix
2:a Nokere Koerse
3:a Ronde van Drenthe
4:a totalt i RideLondon Classique
4:a Gent–Wevelgem
9;a Classic Brugge-De Panne
2023
Världsmästerskapen i landsvägscykling
Vinnare  i linjelopp
Belgiska mästerskapen i landsvägscykling
Vinnare  i linjelopp
Vinnare  i individuellt tempolopp
Vinnare Flandern runt
Vinnare Omloop Het Nieuwsblad
Vinnare Nokere Koerse
Vinnare  totalt i Thüringen Ladies Tour
Vinnare  av poängtävlingen
Vinnare av etapperna 1 (lagtempo) och 6
Vinnare Veenendaal–Veenendaal Classic
Vinnare Dwars door het Hageland
2:a totalt Tour de France
Vinnare  av poängtävlingen
Vinnare av etapp 1
2:a Strade Bianche
2:a Amstel Gold Race
7:a Paris–Roubaix
2024
Belgiska mästerskapen i landsvägscykling
Vinnare  i linjelopp
Vinnare  i individuellt tempolopp
 Vinnare totalt av Tour of Britain
 Vinnare av poängtävlingen
Vinnare av etapperna 1 och 2
 Vinnare totalt av UAE Tour
Vinnare av etapp 3
Vinnare av Paris-Roubaix
Vinnare av Strade Bianche
Vinnare av Nokere Koerse
2:a totalt i Giro d'Italia
 Vinnare av poängtävlingen
Vinnare av etapp 5
2:a i Omloop Het Nieuwsblad
2:a i Trofeo Alfredo Binda
Olympiska spelen
3:a  i linjelopp
6:a i individuellt tempolopp
4:a i Dwars door Vlaanderen
5:a i Flandern runt